# Józef Kloc
Józef Kloc (ur. 15 marca 1913 w Smolarzynach, zm. 7 lutego 2000 w Pruszkowie) – polski duchowny rzymskokatolicki, psycholog, popularyzator teologii, pallotyn.
Urodzony w diecezji przemyskiej, pochodził z rodziny chłopskiej, był synem Franciszka i Filomeny z domu Marcinek. We wrześniu 1925 rozpoczął naukę w Collegium Marianum w Wadowicach na Kopcu, 21 sierpnia 1930 w Sucharach otrzymał sutannę Pobożnego Stowarzyszenia Misyjnego (dawna nazwa pallotynów) z rąk ówczesnego przełożonego Polskiej Regii ks. Wojciecha Turowskiego, pierwsze przyrzeczenia złożył 19 marca 1933 na ręce ks. Leona Bemke (rektora Collegium Marianum). Wieczną konsekrację złożył w 1936. W latach 1933–1935 odbył studia filozoficzne w Wadowicach i Sucharach, następnie teologiczne w Sucharach i Ołtarzewie. Święceń kapłańskich udzielił mu 11 czerwca 1938 w Warszawie biskup Stanisław Gall.
Ks. Kloc pracował jako duszpasterz i prefekt w Warszawie, również w latach okupacji. W 1945 został skierowany na dalsze studia na Wydział Filozoficzny Uniwersytetu Warszawskiego, gdzie w 1949 uzyskał magisterium w zakresie psychologii filozoficznej (praca Z psychologii ofiary - Przeżycia ofiary na tle procesu woli). W 1951 na tej samej uczelni obronił rozprawę doktorską Ofiara i jej motywy na podstawie badań eksperymentalnych. Od 1950 przez czternaście lat wykładał psychologię w seminarium ołtarzewskim, zajęcia prowadził również w domu pallotyńskim w Ząbkowicach Śląskich. Pełnił też obowiązki prefekta alumnów.
W 1958 rozpoczął pracę w Domu gdańskim przy ul. Elżbietańskiej, gdzie był rektorem i kierownikiem nowo powstałej instytucji Stowarzyszenia - Roku Pastoralnego. Działał jako katecheta i duszpasterz, zajmował się też pracą organizatorską (dobór kadry pedagogicznej, organizacja biblioteki, kompletowanie pomocy naukowych). Od 1963 prowadził w Ołtarzewie wykłady z metafizyki. W latach 1965–1968 był rektorem Domu nowicjackiego w Ząbkowicach Śląskich, następnie ponownie podjął pracę w Gdańsku, tym razem w duszpasterstwie akademickim (dom w Gdańsku-Wrzeszczu). W 1972 został przeniesiony do pracy w duszpasterstwie chorych w Częstochowie, a rok później powierzono mu obowiązki rektora Domu wałbrzyskiego.
Od 1976 przez dwadzieścia lat pełnił obowiązki sekretarza Prymasowskiego Studium Życia Wewnętrznego w Warszawie, zastępując ks. Mariana Sikorę; był również wykładowcą tej instytucji, a także pełnił posługę kapelana sióstr franciszkanek Rodziny Maryi w Izabelinie (1976-1984) i sióstr pallotynek na warszawskim Zaciszu (1984-1996). Od 1996 mieszkał w Ołtarzewie. Zmarł w lutym 2000 w Pruszkowie, pochowany został w kwaterze pallotyńskiej w Ołtarzewie.

## Twórczość
Ogłosił kilkanaście artykułów, m.in. Obowiązki kierownika i osoby kierowanej (w pracy zbiorowej Kierownictwo duchowe, 1954), Nasza profesja a większa chwała Boża (w Ad quartum lustrum sacerdotii necnon ad jubilaeum argenteum consecrationis 1938-1958, 1958), Wiedza i dokształcanie kapłańskie (w Księga Pamiątkowa ad sextum lustrum sacerdotii 1938-1968, 1968, Jezus Chrystus wzorem zrozumienia człowieka i świata (w Księga Pamiątkowa ad septimum lustrum sacerdotii 1938-1973, 1973), Święty Wincenty Pallotti a niewierzący ("Roczniki Pallotyńskie", 1974), Ks. Stanisław Szulmiński jako ojciec duchowy ("Nasz Prąd", 1980, nr 11). Był również autorem kilku opracowań z dziejów Akademickiego Studium Teologii Katolickiej w Warszawie (z ks. Romanem Bartnickim) i Prymasowskiego Studium Życia Wewnętrznego (25 lat istnienia Prymasowskiego Studium Życia Wewnętrznego, w Życia wedle Ducha pod redakcją Eugeniusza Werona, 1987).